# La casa de Madame Lulú
La casa de Madame Lulú es una película de Argentina en blanco y negro  dirigida por Julio Porter sobre el guion de Diego Santillán que se estrenó el 18 de junio de 1968 y que tuvo como protagonistas a Enzo Viena, Libertad Leblanc, Elena Lucena y Juan Carlos Altavista.

## Sinopsis
En la década de 1930 un joven revolucionario se enamora de una hermosa muchacha de ingenua apariencia que en realidad trabaja en una casa de citas.

## Reparto
Intervinieron en el filme los siguientes intérpretes:
- Enzo Viena
- Libertad Leblanc ...	Maria La Pompadour
- Elena Lucena ...	Madame Lulú
- Juan Carlos Altavista 	...	Pepe
- Hugo Dargó
- Alberto Anchart…Renzo
- Santiago Bal
- Osvaldo Canónico
- Tristán
- Vicente Rubino 	...Presidente de la Liga de Moralidad
- Jorge de la Riestra
- Gloria Ugarte
- Fidel Pintos
- Emilio Vidal
- Maurice Jouvet
- Tino Pascali
- Lalo Malcolm
- Tita Coel
- Isabel Coello
- Elvia Andreoli
- Nora Figueroa
- Susana Sánchez
- Susana Rubio
- Marta Quintana
- Adriana Brilla
- Horacio Bruno

## Comentarios
Crónica apuntó:

”Libertad Leblanc en grata historia sexy.”

Clarín opinó:

”Julio Porter repite con leves variantes los moldes clásicos y más seguros del género…El humor de la película…reposa sobre gags visuales efectivos aún en las reiteraciones.”

La Nación la llamó:

”Una modesta comedia.”